# La Force du sang (film, 1923)
Pour les articles homonymes, voir All the Brothers Were Valiant.
Cet article concerne le film muet américain. Pour la nouvelle de Cervantes, voir La Force du sang.
Pour plus de détails, voir Fiche technique et Distribution.
La Force du sang (All the Brothers Were Valiant) est un film muet américain réalisé par Irvin Willat, sorti en 1923.
Il est actuellement réputé perdu.

## Synopsis
Voir l'article consacré au remake de 1953.

## Fiche technique
- Titre : La Force du sang
- Titre original : All the Brothers Were Valiant
- Réalisateur : Irvin Willat
- Scénario : Julien Josephson, d'après le roman éponyme de Ben Ames Williams
- Directeur de la photographie : Robert Kurrle
- Société de production : Metro Pictures Corporation
- Pays de production :  États-Unis
- Genre : Film d'aventure
- Format : Film muet - Noir et blanc
- Durée : 101 minutes
- Date de sortie : 15 janvier 1923 (États-Unis)

## Distribution
- Malcolm McGregor : Joel Shore
- Billie Dove : Priscilla Holt
- Lon Chaney : Mark Shore
- William Orlamond : Aaron Burnham
- Robert McKim : Finch
- Bob Kortman : Vorde
- Otto Brower : Morrell
- Curt Rehfeld : Hooper
- William V. Mong : Le cuisinier
- Leo Willis : Tom
- Shannon Day : La fille indigène